# 波兰裔美国人
波兰裔美国人（波兰语：Polonia amerykańska，英语：Polish Americans，西班牙语：Polaco-Americano）是拥有全部或部分波兰血统的美国人。估计有915万自称是波兰裔美国人，约占美国人口的2.83%。波兰裔美国人是仅次于德国人的第二大中欧族群，也是美国第八大族群。

## 对美国文化的贡献

### 列表
- 波兰裔美国人名单
- 拥有大量波兰裔美国人的美国城市名单
- 在美国的波兰起源地名列表